# М-220
M-220 — советская полупроводниковая электронная вычислительная машина. Развитие М-20, разработана в 1968 году под руководством главного конструктора Вениамина Степановича Антонова. Основные разработчики — В. Гуров, Н. Егорычева, Г. Г. Зоткин, В. С. Клепинин, А. А. Шульгин.
Производились на Московском заводе счетно-аналитических машин и Казанском заводе ЭВМ в 1968—1974 годах. Было выпущено машин М-220, М-220А и М-220М более 260 штук, М-222 — более 550.

## Технические характеристики
- элементная база: диодно-трансформаторные схемы на базе транзисторов П-401. Компоненты располагались на печатных платах 200х120 мм.
- производительность — до 27000 оп/сек.
- тактовая частота — 660 кГц
- система команд — трёхадресная
- ОЗУ на ферритовых сердечниках — от 4 до 16 тысяч 47-битных слов.
- буферная память — Накопители на магнитном барабане объёмом от 24 до 65 тысяч слов.
- Накопитель на магнитной ленте (4 блока) ёмкостью от 4 до 16 миллионов слов.
- Для вывода информации использовалось АЦПУ-128 и перфоратор, на М-220М и М-222 на математическом пульте использовалась электрическая пишущая машинка Consul-254
- Занимаемая площадь: 100 кв.м.
- Потребляемая мощность: 20 кВт, не считая системы охлаждения

## Модификации
В 1967 году начато производство М-220А, отличающейся конструкцией блока ОЗУ, системы питания и компоновкой жгутов проводов. Год спустя запущена М-220М, с 8 тысячами слов на стойку ОЗУ, обновлённой элементной базой и разделёнными инженерным и математическим пультами управления.
В 1970 году выпущена ЭВМ М-222. Существует две версии оценки этой машины: это либо глубокая модернизация М-220М, или новая машина ряда, сохраняющая программную совместимость с предшественниками. Количество стоек было сокращено с 6 до 4, введена поддержка пакетной обработки данных с ОС «Диспетчер» (или ДМ-222, автор — Л. С. Чесалин), существенно обновлена элементная база. Производительность достигла 40000 оп/сек.
Первая М-222 была установлена в МВТУ имени Баумана, вторая на ВДНХ. Серийное производство шло с 1970 по 1973 год, но в 1976 году по заказу Министерства обороны был возобновлён, так как ЭВМ входила в состав телеметрического комплекса УРТС-2М, и продолжался малыми партиями до 1978 года. Всего была выпущена 551 ЭВМ М-222.

## Программное обеспечение
Распространением программного обеспечения для машин серии занималась Ассоциация пользователей М-20. Была создана довольно большая, хотя и плохо документированная коллекция ПО. Имелись трансляторы языков Алгол-60 и Фортран, машинно-ориентированного языка «Эпсилон», интерпретатор РЕФАЛ.